# Hikaru no go
Hikaru no go (ヒカルの碁?) è un manga shōnen scritto da Yumi Hotta, sotto la supervisione della giocatrice professionista Yukari Umezawa, e disegnato da Takeshi Obata. Incentrato sul gioco del go, il manga è stato pubblicato da dicembre 1998 a maggio 2003 sulla rivista settimanale di Shūeisha Weekly Shōnen Jump mentre i capitoli sono stati raccolti in 23 volumi pubblicati tra il 1999 e il 2003; il manga è stato successivamente tradotto in diverse lingue.
Dal manga è stata tratta una serie animata di 75 episodi prodotta dallo studio Pierrot e andata in onda, tra il 2001 e il 2003, su TV Tokyo ed un episodio speciale trasmesso a gennaio 2004, oltre a due romanzi, una character guide, alcuni videogiochi per diverse piattaforme e una serie televisiva cinese.

## Trama
Hikaru Shindo trova, nella soffitta del nonno, un vecchio goban con diverse macchie di sangue che solo lui riesce a vedere; viene così posseduto dallo spirito di Fujiwara no Sai, un giocatore di go del periodo Heian morto suicida dopo essere stato accusato di aver imbrogliato durante una partita. Nonostante la morte del corpo, lo spirito ha continuato a vagare nel mondo dei vivi poiché agogna ancora al raggiungimento della mano di Dio, ovvero la giocata perfetta. Lo spirito riuscirà a spingere Hikaru, completamente ignorante in materia di go, verso il gioco, assistendo alla crescita di Hikaru come persona e come giocatore.

## Personaggi
La storia è incentrata sulla crescita di Hikaru, uno studente delle scuole medie, come giocatore di go. Hikaru è un bambino poco interessato a questo vecchio gioco da tavolo e allo studio, in cui ottiene sempre risultati molto scarsi, eccellendo invece nelle attività fisiche; si ritrova però costretto suo malgrado a giocare a go dopo l'incontro con Fujiwara no Sai, lo spirito dell'insegnante di go di corte del periodo Heian suicidatosi dopo aver perso una partita contro un rivale che usò mezzi scorretti per vincere e che accusò proprio Sai di aver imbrogliato, umiliandolo. Dopo la sua morte, lo spirito di Sai si legò, nel periodo Edo, a Honinbo Shūsaku, rendendolo uno dei giocatori di go più famosi di sempre.
A causa dell'insistenza di Sai, Hikaru inizierà a giocare a go contro il coetaneo Akira Toya, un ragazzo allenato fin da piccolo al gioco del go dal padre Koyo Toya già detentore di diversi titoli, e inizierà a sviluppare le sue capacità giocando nel club scolastico di go insieme all'amica di infanzia Akari Fujisaki, al fondatore e presidente del club Kimihiro Tsutsui e a Yuki Mitani. Proseguendo e avvicinandosi al suo sogno di battere Akira con le sue forze, incontrerà tanti professionisti ed aspiranti sia giapponesi sia internazionali, tra cui Yoshitaka Waya, Shinichiro Isumi, Hong Suyong, Kiyoharu Yashiro e Atsushi Kurata.

## Produzione

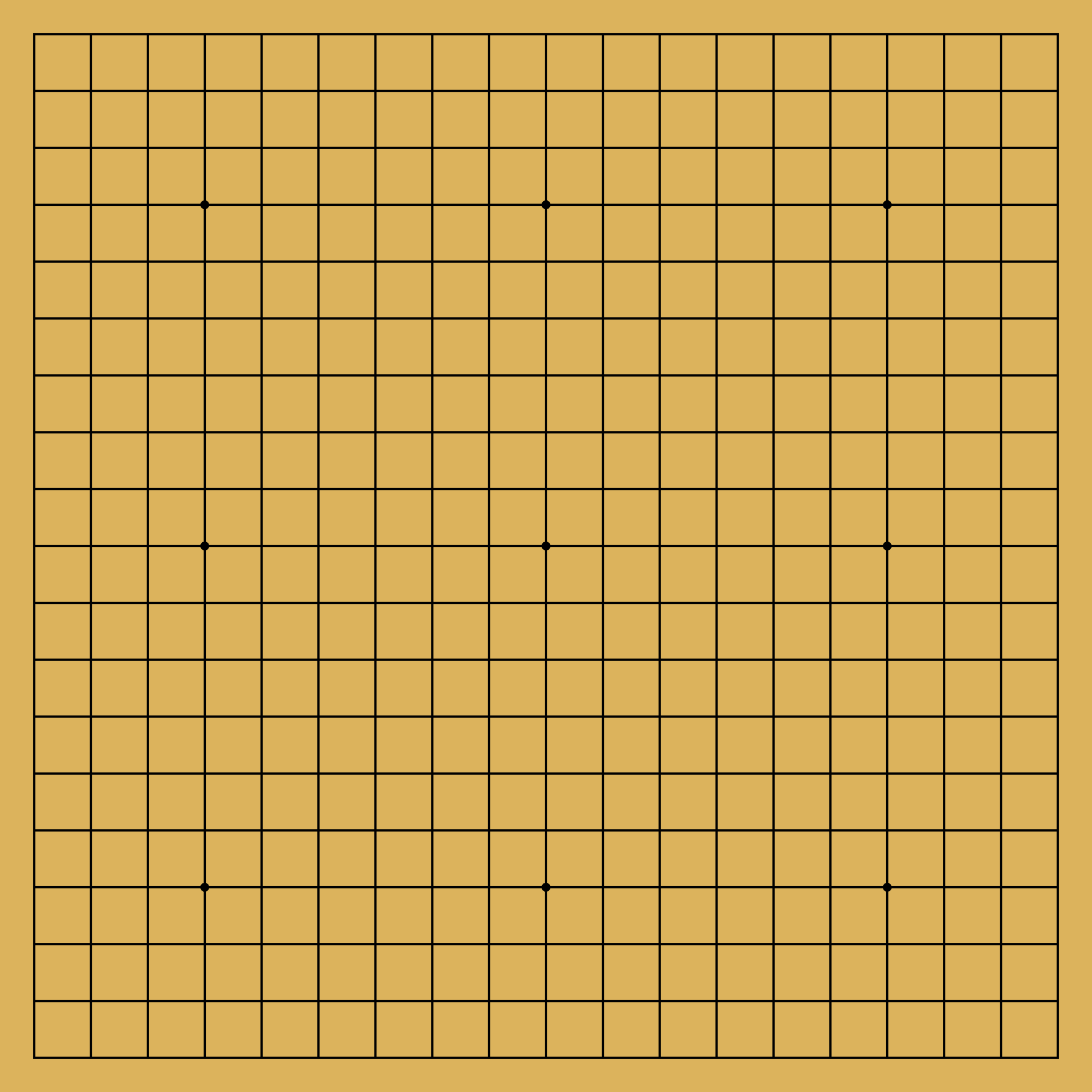
La griglia di gioco del go, dove i punti evidenziati sono chiamati stelle

Yumi Hotta iniziò a lavorare ad un manga sul go in occasione del concorso mensile «Story King» di Weekly Shōnen Jump, dove vari aspiranti mangaka non abili nel disegno mandavano le loro sceneggiature, vincendolo con una sceneggiatura intitolata Le Nove Stelle, in riferimento alle nove stelle di un goban.
In seguito alla vittoria del concorso e in procinto di essere pubblicato su rivista, il titolo, sotto proposta dell'editore, fu modificato in Hikaru no go. Lavorando con diverso anticipo rispetto alle scadenze, Yumi Hotta, per la stesura dello storyboard, si avvale anche dall'aiuto del marito e dell'editore, oltre che di Obata, il quale si occupa anche del character design, modificando anche gli schizzi iniziali proposti da Hotta, della composizione delle vignette e, in certi casi in cui Hotta descrive solo la scena senza disegnarla, della ricreazione di una tavola da zero; per documentarsi sul go ha invece frequentato diverse sale e associazioni di go, oltre che diversi professionisti, viaggiando anche in Cina e Corea per visitare le rispettive associazioni professionistiche di go nazionali.

## Media

### Manga
Il manga è stato serializzato, a partire dal numero doppio 02-03 uscito a dicembre 1998, sulla rivista Weekly Shōnen Jump di Shūeisha fino alla sua conclusione nel numero doppio 22-23 uscito ad maggio 2003. I capitoli pubblicati su rivista sono stati 189 che sono stati raccolti in 23 volumi tankōbon insieme a diversi capitoli extra; i volumi sono stati pubblicati sotto l'etichetta Jump Comics tra il 30 aprile 1999 e il 4 settembre 2003. Dopo la conclusione della serie, il manga ha ricevuto due diverse ristampe in formati differenti e con nuove copertine: un'edizione aizōban in 20 volumi pubblicata tra il 4 febbraio 2009 e il 30 aprile 2010; un'edizione bunkoban in 12 volumi pubblicata dal 17 febbraio 2012 al 18 luglio 2012, è stato inoltre pubblicato da Shueisha nel 2006 (solo in giapponese) un volume speciale Hikaru no go go jasu kyarakutāzu gaido (ヒカルの碁 碁ジャス キャラクターズガイド) dove vengono presentati i vari personaggi della storia, molti kifu (trascrizioni in diagramma) delle partite presenti nella storia riprodotte da vere partite di professionisti.
È stato pubblicato in lingua inglese da Viz Media dapprima in capitoli sulla rivista Shonen Jump dal 2 dicembre 2003 al 4 marzo 2008 e poi in volumi sia in formato fisico, tra il 31 maggio 2004 e il 3 maggio 2011, sia in formato ebook dal 16 aprile 2012 e il 29 gennaio 2013. In Francia il manga è stato pubblicato da Editions Tonkam dapprima nell'edizione classica, tra il 1º gennaio 2002 e il 23 agosto 2006, e poi un'edizione di lusso a partire dal 4 luglio 2012. Altri paesi in cui è stato pubblicato sono la Germania da Carlsen Comics nella rivista Banzai, Portogallo da JBGroup, in Taiwan da Tong Li Publishing.
In Italia il manga è stato pubblicato sotto l'etichetta Planet Manga di Panini Comics dal 4 novembre 2005 al 27 settembre 2009. È stato ripubblicato tra l'8 novembre 2012 e il 23 ottobre 2014 con sovraccoperta e formato lussuoso.

#### Volumi
| Nº | Data di prima pubblicazione | Data di prima pubblicazione | Data di prima pubblicazione |
| Nº | Giapponese                  | Giapponese                  | Italiano                    |
| -- | --------------------------- | --------------------------- | --------------------------- |
| 1  | 30 aprile 1999              | ISBN 978-4-08-872717-2      | 4 novembre 2005             |
| 2  | 4 agosto 1999               | ISBN 978-4-08-872751-6      | 1º dicembre 2005            |
| 3  | 4 ottobre 1999              | ISBN 978-4-08-872777-6      | 7 gennaio 2006              |
| 4  | 2 dicembre 1999             | ISBN 978-4-08-872800-1      | 3 febbraio 2006             |
| 5  | 2 febbraio 2000             | ISBN 978-4-08-872826-1      | 9 marzo 2006                |
| 6  | 4 aprile 2000               | ISBN 978-4-08-872849-0      | 6 aprile 2006               |
| 7  | 2 giugno 2000               | ISBN 978-4-08-872873-5      | 5 maggio 2006               |
| 8  | 4 agosto 2000               | ISBN 978-4-08-872894-0      | 8 giugno 2006               |
| 9  | 4 ottobre 2000              | ISBN 978-4-08-873022-6      | 6 luglio 2006               |
| 10 | 4 dicembre 2000             | ISBN 978-4-08-873047-9      | 3 agosto 2006               |
| 11 | 2 marzo 2001                | ISBN 978-4-08-873086-8      | 7 settembre 2006            |
| 12 | 1º maggio 2001              | ISBN 978-4-08-873110-0      | 5 ottobre 2006              |
| 13 | 3 agosto 2001               | ISBN 978-4-08-873144-5      | 15 febbraio 2007            |
| 14 | 4 ottobre 2001              | ISBN 978-4-08-873169-8      | 5 aprile 2007               |
| 15 | 24 dicembre 2001            | ISBN 978-4-08-873215-2      | 5 luglio 2007               |
| 16 | 4 marzo 2002                | ISBN 978-4-08-873232-9      | 4 ottobre 2007              |
| 17 | 4 giugno 2002               | ISBN 978-4-08-873268-8      | 10 gennaio 2008             |
| 18 | 2 agosto 2002               | ISBN 978-4-08-873289-3      | 3 aprile 2008               |
| 19 | 4 ottobre 2002              | ISBN 978-4-08-873332-6      | 11 settembre 2008           |
| 20 | 6 gennaio 2003              | ISBN 978-4-08-873365-4      | 12 dicembre 2008            |
| 21 | 4 aprile 2003               | ISBN 978-4-08-873408-8      | 29 marzo 2009               |
| 22 | 4 giugno 2003               | ISBN 978-4-08-873432-3      | 28 giugno 2009              |
| 23 | 4 settembre 2003            | ISBN 978-4-08-873504-7      | 27 settembre 2009           |

### Anime

Fotogramma tratto dall'anime

Dal manga è stato tratto una serie anime di 75 episodi trasmesso su TV Tokyo dal 10 ottobre 2001 al 26 marzo 2003 diretto da Susumu Nishizawa e prodotto da Pierrot; i personaggi Hikaru, Sai e Akira sono stati doppiati rispettivamente da Tomoko Kawakami, Susumu Chiba e Sanae Kobayashi. Inoltre il 3 gennaio 2004 è stato mandato in onda l'episodio speciale di 77 minuti Hikaru no go: Hokuto hai eno michi (ヒカルの碁 スペシャル 北斗杯への道?) che ha adattato i volumi riguardanti la coppa Hokuto, non trasposta in anime dalla serie animata, e pubblicato poi in un DVD il 19 maggio 2004. La serie è andata in onda anche negli Stati Uniti, dove è stata prima mandata in onda su ImaginAsian e poi online su Toonami Jetstream, incompleta, e Netflix, in Francia, in Taiwan e in Indonesia.

#### Episodi
| Nº | Giapponese 「Kanji」 - Rōmaji                   | In onda           | In onda |
| Nº | Giapponese 「Kanji」 - Rōmaji                   | Giapponese        |         |
| 1  | 「永遠のライバル」 - Eien no raibaru            | 10 ottobre 2001   |         |
| 2  | 「見ぬかれた急所!!」 - Mi nuka reta kyūsho!!    | 17 ottobre 2001   |         |
| 3  | 「牙をむくアキラ」 - Kiba o muku Akira          | 24 ottobre 2001   |         |
| 4  | 「将棋部の加賀」 - Shōgi-bu no Kaga             | 31 ottobre 2001   |         |
| 5  | 「覚醒の予感」 - Kakusei no yokan               | 7 novembre 2001   |         |
| 6  | 「美しい一局」 - Utsukushī ichi-kyoku           | 14 novembre 2001  |         |
| 7  | 「お前とは打たない」 - Omae to wa utanai        | 21 novembre 2001  |         |
| 8  | 「雨の中の策略」 - Ame no naka no sakuryaku     | 28 novembre 2001  |         |
| 9  | 「目ざわりな奴!!」 - Mezawarina yakko!!         | 5 dicembre 2001   |         |
| 10 | 「3人目のメンバー」 - 3 Hitome no menbā         | 12 dicembre 2001  |         |
| 11 | 「最毛卑劣な行為」 - Sai ke hiretsuna kōi       | 19 dicembre 2001  |         |
| 12 | 「三将はお前だ」 - Sanshō wa omaeda             | 2 gennaio 2002    |         |
| 13 | 「それぞれの決意」 - Sorezore no ketsui         | 9 gennaio 2002    |         |
| 14 | 「三度目の対局」 - Mitabime no taikyoku         | 16 gennaio 2002   |         |
| 15 | 「ネットに潜む棋士」 - Netto ni hisomu kishi    | 23 gennaio 2002   |         |
| 16 | 「sai はだれだ」 - Sai wa dareda                | 30 gennaio 2002   |         |
| 17 | 「追憶の一局」 - Tsuioku no ichi-kyoku          | 6 febbraio 2002   |         |
| 18 | 「アキラ対sai」 - Akira tai sai                 | 13 febbraio 2002  |         |
| 19 | 「ヒカルの実力」 - Hikaru no jitsuryoku         | 20 febbraio 2002  |         |
| 20 | 「プロへの道」 - Puro e no michi                | 27 febbraio 2002  |         |
| 21 | 「葉瀬中囲碁部」 - Ha Sera chū igo-bu           | 6 marzo 2002      |         |
| 22 | 「院生試験」 - Insei shiken                     | 13 marzo 2002     |         |
| 23 | 「幽玄の間」 - Yūgen no ma                      | 20 marzo 2002     |         |
| 24 | 「王座vsアキラ」 - ōza vs Akira                 | 27 marzo 2002     |         |
| 25 | 「恐れとあせりと」 - Osore to aseri to          | 3 aprile 2002     |         |
| 26 | 「ようこそ一組へ」 - Yōkoso hitokumi e          | 10 aprile 2002    |         |
| 27 | 「時々戻りたい場所」 - Tokidoki modoritai basho | 17 aprile 2002    |         |
| 28 | 「若獅子戦」 - Wakajishisen                     | 24 aprile 2002    |         |
| 29 | 「桑原本因坊」 - Kuwabara hon'inbō              | 1º maggio 2002    |         |
| 30 | 「绪方vs本因坊」 - ǻ˦ֹ Vs hon'inbō               | 8 maggio 2002     |         |
| 31 | 「プロ試験開始」 - Puro shiken kaishi           | 15 maggio 2002    |         |
| 32 | 「予選最終日」 - Yosen saishū-bi                | 22 maggio 2002    |         |
| 33 | 「チーム結成!」 - Chīmu kessei!                 | 29 maggio 2002    |         |
| 34 | 「勝ってはならない」 - Katte wa naranai         | 5 giugno 2002     |         |
| 35 | 「勝者はひとり」 - Shōsha wa hitori             | 12 giugno 2002    |         |
| 36 | 「オレの名は」 - Ore no na wa                   | 19 giugno 2002    |         |
| 37 | 「本戦開始」 - Honsen kaishi                    | 26 giugno 2002    |         |
| 38 | 「挑戦者たち」 - Chōsenshatachi                 | 3 luglio 2002     |         |
| 39 | 「魔の一瞬」 - Ma no isshun                     | 10 luglio 2002    |         |
| 40 | 「白星の行方」 - Shiroboshi no yukue            | 17 luglio 2002    |         |
| 41 | 「三週では遅い!」 - San-shūde wa osoi!          | 24 luglio 2002    |         |
| 42 | 「一人目の合格者」 - Hitori-me no gōkaku-sha    | 31 luglio 2002    |         |
| 43 | 「ヒカルvs和谷」 - Hikaru vs watani             | 7 agosto 2002     |         |
| 44 | 「起死回生」 - Kishikaisei                      | 14 agosto 2002    |         |
| 45 | 「ヒカルvs越智」 - Hikaru vs Ochi               | 21 agosto 2002    |         |
| 46 | 「プロ試験最終日」 - Puro shiken saishū-bi      | 28 agosto 2002    |         |
| 47 | 「プロの世界へ」 - Puro no sekai e              | 4 settembre 2002  |         |
| 48 | 「佐為vs名人」 - Sa tame vs meijin              | 11 settembre 2002 |         |
| 49 | 「捨て身の一局」 - Sutemi no ichi-kyoku         | 18 settembre 2002 |         |
| 50 | 「藤原佐為?」 - Fujiwara nosai?                 | 25 settembre 2002 |         |
| 51 | 「倉田六段」 - Kurata roku-dan                  | 2 ottobre 2002    |         |
| 52 | 「ヒカルvsアキラ」 - Hikaru vs Akira            | 9 ottobre 2002    |         |
| 53 | 「sai の告白」 - Sai no kokuhaku                | 16 ottobre 2002   |         |
| 54 | 「たかぶる心」 - Takaburu kokoro                | 23 ottobre 2002   |         |
| 55 | 「sai VS toya koyo」 - Sai VS tōya koyo         | 30 ottobre 2002   |         |
| 56 | 「千年の答え」 - Chitose no kotae               | 6 novembre 2002   |         |
| 57 | 「saiと打たせろ」 - Sai to uta sero             | 13 novembre 2002  |         |
| 58 | 「一色碁」 - Isshoku go                         | 20 novembre 2002  |         |
| 59 | 「塔矢行洋引退」 - Tōyakōyō intai               | 27 novembre 2002  |         |
| 60 | 「さよならヒカル」 - Sayonara Hikaru            | 4 dicembre 2002   |         |
| 61 | 「佐為が消えた?」 - Sa tame ga kieta?           | 11 dicembre 2002  |         |
| 62 | 「広島最強棋士」 - Hiroshima saikyō kishi       | 18 dicembre 2002  |         |
| 63 | 「もう打たない」 - Mō utanai                    | 25 dicembre 2002  |         |
| 64 | 「慶長の花器」 - Keichō no kaki                 | 8 gennaio 2003    |         |
| 65 | 「伊角の碁」 - Isumi no go                      | 15 gennaio 2003   |         |
| 66 | 「運命の出会い」 - Unmeinodeai                  | 22 gennaio 2003   |         |
| 67 | 「試される伊角」 - Tamesa reru Isumi            | 29 gennaio 2003   |         |
| 68 | 「不戦敗」 - Fusenpai                           | 5 febbraio 2003   |         |
| 69 | 「決意の訪問者」 - Ketsui no hōmon-sha          | 12 febbraio 2003  |         |
| 70 | 「佐為がいた...」 - Sa tame ga ita...           | 19 febbraio 2003  |         |
| 71 | 「復帰初戦」 - Fukki shosen                     | 26 febbraio 2003  |         |
| 72 | 「走りだした二人」 - Hashiri dashita futari     | 5 marzo 2003      |         |
| 73 | 「進藤対塔矢」 - Shindō tai tō ya               | 12 marzo 2003     |         |
| 74 | 「キミの中にいる」 - Kimi no naka ni iru        | 19 marzo 2003     |         |
| 75 | 「なつかしい笑顔」 - Natsukashī egao            | 26 marzo 2003     |         |

### Serie televisiva
Nel 2020 è stata diffusa sul servizio di streaming iQIYI la serie televisiva cinese Hikaru no Go. Si tratta di un adattamento in 36 puntate, ambientato in Cina, in cui il personaggio di Hikaru si chiama Shi Guang, mentre quello di Sai è un maestro di Go della dinastia Song di nome Chu Ying.

### Altri media
Oltre la pubblicazione in volumi della serie regolare, il manga ha ricevuto diversi volumi speciali: il 4 aprile 2002 è stata pubblicata una Character Guide Hikaru no go go jasu kyarakutāzu gaido (ヒカルの碁 碁ジャス キャラクターズガイド?) contenente le schede dei personaggi apparsi fino al volume 18 e i kifu di alcune partite e due romanzi scritti da Yumi Hotta e Michiko Yokote con illustrazioni di Takeshi Obata ed entrambi pubblicati il 3 luglio 2009, Shinsōban Hikaru no Go - Boy meets ghost (新装版 ヒカルの碁 Boy Meets Ghost?) e Shinsōban Hikaru no Go - Kaio VS Haze (新装版 ヒカルの碁 KAIO vs． HAZE?).
Il manga ha ottenuto anche adattamenti in videogame, tutti pubblicati esclusivamente in Giappone: i primi due, Hikaru no Go e Hikaru no Go 2, sono stati pubblicati il 25 ottobre 2001 e il 18 luglio 2002, entrambi per Game Boy Advance; i successivi due, Hikaru no Go: Heian Gensou Ibunroku e Hikaru no Go: Insei Choujou Kessen, sono stati pubblicati il 30 maggio 2002 e il 19 dicembre 2002 solo per la console Sony PlayStation; l'ultimo è stato Hikaru no Go 3, pubblicato per Gamecube il 20 marzo 2003.

## Accoglienza
Il manga ha venduto oltre 25 milioni di copie, vincendo anche nel 2000 lo Shogakukan Manga Award e il Premio culturale Osamu Tezuka nel 2003 incentivando inoltre l'ingresso di numerosi giovani giapponesi nel gioco del go. Nel sondaggio Manga Sōsenkyo 2021 indetto da TV Asahi, 150 000 persone hanno votato la loro top 100 delle serie manga e Hikaru no go si è classificata all'82º posto.
L'anime è stato più volte inserito in diverse classifiche relative agli anime più popolari: nel 2004 è stato inserito al 18º posto in un sondaggio fatto dalla rivista Animage; nel 2005 è stato inserito da TV Asahi come 93° anime preferito di sempre dagli spettatori mentre nello stesso anno è arrivato all'83º posto tra gli anime preferiti in un sondaggio effettuato online dalla stessa emittente; infine nel 2006 è stato nuovamente inserito da TV Asahi nella lista dei 100 anime preferiti dai giapponesi, piazzandosi stavolta all'81º posto.